# Martes zibellina angarensis
Martes zibellina angarensis es una subespecie de  mamíferos carnívoros  de la familia Mustelidae,  subfamilia Mustelinae.

## Distribución geográfica
Se encuentra en el valle del río Angara ( cuenca del río Yenisei, Rusia).